# Wereldkampioenschappen kunstschaatsen 1952
De Wereldkampioenschappen kunstschaatsen 1952 werden gevormd door vier toernooien die door de Internationale Schaatsunie werden georganiseerd.
Voor het eerst in de geschiedenis van het kunstschaatsen werd dit jaar ook het wereldkampioenschap voor de ijsdansers georganiseerd. Voor de mannen was het de 43 editie, voor de vrouwen de 33e editie en voor de paren de 31e editie. De kampioenschappen vonden plaats van 27 februari tot en met 1 maart in Parijs, Frankrijk. Parijs was voor de derde maal gaststad, voor Frankrijk gold dit als gastland. In 1936 en 1949 werden de toernooien voor mannen, vrouwen en paren hier ook georganiseerd.

## Deelname
Er namen deelnemers uit elf landen deel aan deze kampioenschappen. Zij vulden, dankzij de aanvullende deelname van negen ijsdansparen, een recordaantal van 53 startplaatsen in.
Namens België kwamen Liliane De Becker en debutante Nicole Vanderberghe uit in het vrouwentoernooi. Voor De Becker was het haar tweede deelname aan een WK toernooi, in 1950 nam ze met schaatspartner Edmund Verbustel deel bij de paren.
Namens Nederland kwam Alida Elisabeth Stoppelman (Lidy) na haar debuut in 1951 voor de tweede keer uit in het vrouwentoernooi en namen de paren Lydia Boon / Adrian van Dam en Catharina Odink / Jacobus Odink deel aan het ijsdansen.
(Tussen haakjes het totaal aantal startplaatsen in de vier toernooien.)
| Verenigde Staten (12) Verenigd Koninkrijk (8) Oostenrijk (7) Zwitserland (6) | Canada (5) Australië (4) West-Duitsland (3) Nederland (3) | België (2) Frankrijk (2) Italië (1) |

## Medailleverdeling
Bij de mannen stonden voor de vierde keer drie landgenoten op het erepodium. In 1925, 1927 en 1928 waren het Oostenrijkers, dit jaar Amerikanen. Richard Button prolongeerde de wereldtitel, het was de vijfde titel oprij. Het was zijn zesde medaille bij zijn zesde deelname, in 1947 won hij brons. James Grogan werd evenals in 1951 weer tweede. Na zijn derde plaats in 1950 stond Hayes Alan Jenkins dit jaar voor de tweede keer op het podium, hij werd weer derde.
Bij de vrouwen werd Jaqueline du Bief de elfde wereldkampioene. Ze was de eerste Française die wereldkampioene werd. Het was de vijfde wereldtitel in het kunstschaatsen voor Frankrijk, Andreé Joly / Pierre Brunet wonnen in 1926, 1928, 1930 en 1932 de wereldtitel bij de paren. Het was haar tweede medaille, in 1951 werd ze tweede. Sonya Klopfer op plaats twee veroverde ook haar tweede medaille, in 1951 werd ze derde. Virginia Baxter op plaats drie behaalde haar eerste medaille.
Bij de paren was het erepodium voor de derde keer een kopie van het vorige jaar. In 1937 en 1939 gebeurde dit eerder. Ria Falk-Baran / Paul Falk prolongeerden de wereldtitel, het was ook hun tweede medaille. Op plaats twee stonden broer en zus Karol en Peter Kennedy voor de vijfde keer op het erepodium. In 1950 werden ze wereldkampioen, in 1947, 1949 en 1951 ook tweede. Voor broer en zus Jennifer en John Nicks op plaats drie was het de derde keer dat ze op het podium stonden, in 1950 werden ze tweede, in 1951 ook derde.
| Discipline | Goud                           | Zilver                        | Brons                       |
| ---------- | ------------------------------ | ----------------------------- | --------------------------- |
| Mannen     | Richard Button                 | James Grogan                  | Hayes Alan Jenkins          |
| Vrouwen    | Jacqueline du Bief             | Sonya Klopfer                 | Virginia Baxter             |
| Paren      | Ria Falk-Baran / Paul Falk     | Karol Kennedy / Peter Kennedy | Jennifer Nicks / John Nicks |
| IJsdansen  | Jean Westwood / Lawrence Demmy | Joan Dewhirst / John Slater   | Carol Peters / Daniel Ryan  |

## Uitslagen
| #      | naam (deelname)        | land                                  | pc |
| ------ | ---------------------- | ------------------------------------- | -- |
| Goud   | Richard Button (6)     | Vlag van Verenigde Staten (1912-1959) | 7  |
| Zilver | James Grogan (4)       | Vlag van Verenigde Staten (1912-1959) | 19 |
| Brons  | Hayes Alan Jenkins (4) | Vlag van Verenigde Staten (1912-1959) | 21 |
| 4      | Helmut Seibt (5)       | Vlag van Oostenrijk                   | 25 |
| 5      | Dudley Richards (2)    | Vlag van Verenigde Staten (1912-1959) | 34 |
| 6      | Carlo Fassi (3)        | Vlag van Italië                       | 44 |
| 7      | Peter Firstbrook       | Vlag van Canada 1921-1957             | 46 |
| 8      | Alain Giletti          | Vlag van Frankrijk                    | 57 |
| 9      | Martin Felsenreich     | Vlag van Oostenrijk                   | 66 |
| 10     | Adrian Swan            | Vlag van Australië                    | 67 |
| 11     | Francois Pache         | Vlag van Zwitserland                  | 76 |

| #      | naam (deelname)                | land                                  | pc     |
| ------ | ------------------------------ | ------------------------------------- | ------ |
| Goud   | Jacqueline du Bief (5)         | Vlag van Frankrijk                    | 9      |
| Zilver | Sonya Klopfer (3)              | Vlag van Verenigde Staten (1912-1959) | 21     |
| Brons  | Virginia Baxter (3)            | Vlag van Verenigde Staten (1912-1959) | 24     |
| 4      | Suzanne Morrow (4)             | Vlag van Canada 1921-1957             | 43     |
| 5      | Barbara Wyatt (5)              | Vlag van Verenigd Koninkrijk          | 55     |
| 6      | Gundi Busch (2)                | Vlag van Bondsrepubliek Duitsland     | 59     |
| 7      | Marlene Smith (2)              | Vlag van Canada 1921-1957             | 64     |
| 8      | Valda Osborn (4)               | Vlag van Verenigd Koninkrijk          | 65     |
| 9      | Erica Batchelor                | Vlag van Verenigd Koninkrijk          | 82     |
| 10     | Vera Smith                     | Vlag van Canada 1921-1957             | 90     |
| 11     | Helga Dudzinski (2)            | Vlag van Bondsrepubliek Duitsland     | 96     |
| 12     | Patricia Devries               | Vlag van Verenigd Koninkrijk          | 110    |
| 13     | Eva Weidler                    | Vlag van Oostenrijk                   | 123    |
| 14     | Annelies Schilhan              | Vlag van Oostenrijk                   | 132    |
| 15     | Nancy Hallam-Burley            | Vlag van Australië                    | 129    |
| 16     | Ghislaine Kopf (2)             | Vlag van Zwitserland                  | 124    |
| 17     | Alida Elisabeth Stoppelman (2) | Vlag van Nederland                    | 158    |
| 18     | Jolande Jobin (2)              | Vlag van Zwitserland                  | 161    |
| 19     | Gwenneth Molony                | Vlag van Australië                    | 170    |
| 20     | Doris Zerbe                    | Vlag van Zwitserland                  | 175    |
| 21     | Liliane De Becker (2)          | Vlag van België                       | 192    |
| 22     | Nicole Vanderberghe            | Vlag van België                       | 195    |
| -      | Tenley Albright (2)            | Vlag van Verenigde Staten (1912-1959) | t.z.t. |

| #      | naam (deelname)                           | land                                  | pc   |
| ------ | ----------------------------------------- | ------------------------------------- | ---- |
| Goud   | Ria Falk-Baran (2) Paul Falk (2)          | Vlag van Bondsrepubliek Duitsland     | 9    |
| Zilver | Karol Kennedy (6) Peter Kennedy (6)       | Vlag van Verenigde Staten (1912-1959) | 23.5 |
| Brons  | Jennifer Nicks (5) John Nicks (5)         | Vlag van Verenigd Koninkrijk          | 29   |
| 4      | Frances Dafoe Norris Bowden               | Vlag van Canada 1921-1957             | 31.5 |
| 5      | Janet Gerhauser (2) John Nightingale (2)  | Vlag van Verenigde Staten (1912-1959) | 48.5 |
| 6      | Silvia Grandjean (2) Michel Grandjean (2) | Vlag van Zwitserland                  | 49.5 |
| 7      | Sissy Schwarz Kurt Oppelt                 | Vlag van Oostenrijk                   | 68   |
| 8      | Caryl Johns Jack Jost                     | Vlag van Verenigde Staten (1912-1959) | 72   |
| 9      | Jacqueline Mason Mervyn Bower             | Vlag van Australië                    | 81   |
| 10     | Peri Horne Raymond Lockwood               | Vlag van Verenigd Koninkrijk          | 83   |

| #      | naam (deelname)               | land                                  | pc |
| ------ | ----------------------------- | ------------------------------------- | -- |
| Goud   | Jean Westwood Lawrence Demmy  | Vlag van Verenigd Koninkrijk          | 7  |
| Zilver | Joan Dewhirst John Slater     | Vlag van Verenigd Koninkrijk          | 14 |
| Brons  | Carol Peters Daniel Ryan      | Vlag van Verenigde Staten (1912-1959) | 23 |
| 4      | Carmel Bodel Edward Bodel     | Vlag van Verenigde Staten (1912-1959) | 26 |
| 5      | Lydia Boon Adrian van Dam     | Vlag van Nederland                    | 35 |
| 6      | Ilse Reitmayer Hans Kutschera | Vlag van Oostenrijk                   | 44 |
| 7      | Catharina Odink Jacobus Odink | Vlag van Nederland                    | 54 |
| 8      | Albertine Brown Nigel Brown   | Vlag van Zwitserland                  | 54 |
| 9      | Paulin Haffner Herbert Huber  | Vlag van Oostenrijk                   | 58 |

Medaillewinnaars

Mannen · 
Vrouwen ·
Paren · 
IJsdansen

 Toernooi

1896 · 
1897 · 
1898 · 
1899 · 
1900 · 
1901 · 
1902 · 
1903 · 
1904 · 
1905 · 
1906 · 
1907 · 
1908 · 
1909 · 
1910 · 
1911 · 
1912 · 
1913 · 
1914 · 
1915-1921 · 
1922 · 
1923 · 
1924 · 
1925 · 
1926 · 
1927 · 
1928 · 
1929 · 
1930 · 
1931 · 
1932 · 
1933 · 
1934 · 
1935 · 
1936 · 
1937 · 
1938 · 
1939 ·
1940-1946 · 
1947 · 
1948 · 
1949 · 
1950 · 
1951 · 
1952 · 
1953 · 
1954 · 
1955 · 
1956 · 
1957 · 
1958 · 
1959 · 
1960 · 
1961 · 
1962 · 
1963 · 
1964 · 
1965 · 
1966 · 
1967 · 
1968 · 
1969 · 
1970 · 
1971 · 
1972 · 
1973 · 
1974 · 
1975 · 
1976 · 
1977 · 
1978 · 
1979 · 
1980 · 
1981 · 
1982 · 
1983 · 
1984 · 
1985 · 
1986 · 
1987 · 
1988 · 
1989 · 
1990 · 
1991 · 
1992 · 
1993 · 
1994 · 
1995 ·
1996 · 
1997 · 
1998 · 
1999 · 
2000 · 
2001 · 
2002 · 
2003 · 
2004 · 
2005 · 
2006 ·
2007 ·
2008 ·
2009 ·
2010 ·
2011 ·
2012 ·
2013 ·
2014 ·
2015 ·
2016 ·
2017 ·
2018 ·
2019 · 
2020 · 
2021 ·
2022 ·
2023 ·
2024

 ISU-kampioenschappen

WK kunstschaatsen junioren ·
EK kunstschaatsen ·
Viercontinentenkampioenschap ·
Olympische Spelen